# Kloster Vaucelles
Das Kloster Vaucelles (Valcella) ist eine ehemalige Zisterzienserabtei in der Gemeinde Les Rues-des-Vignes im Département Nord, Region Hauts-de-France, in Frankreich. Es liegt rund 13 km südlich von Cambrai am rechten Ufer der Schelde.

## Geschichte

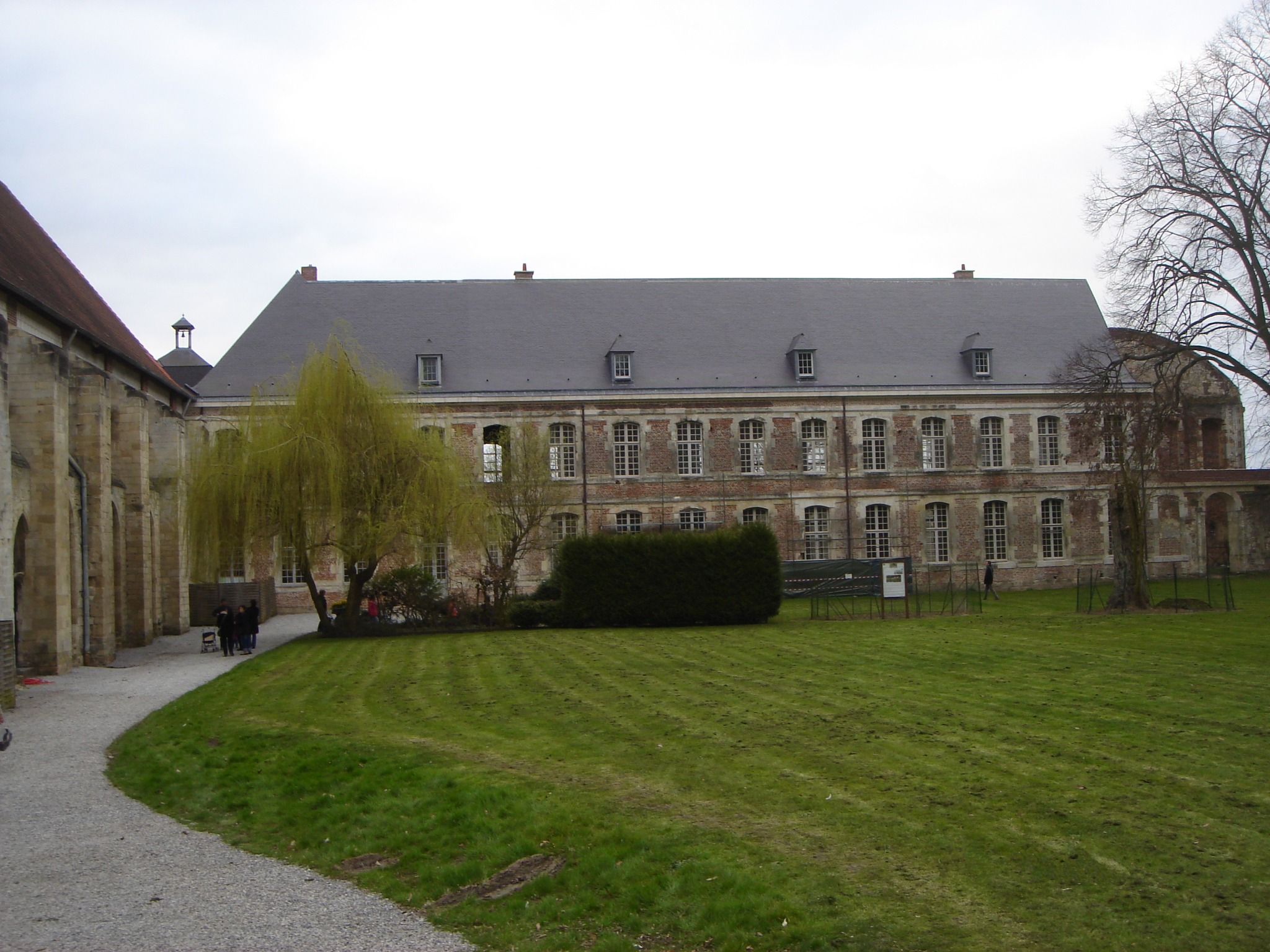
Rückfront des Abtshauses

Die Gründung des Klosters geht auf ein Zusammentreffen des Herrn von Crèvecoeur, Hugues d’Oisy, mit Bernhard von Clairvaux im Jahr 1131 zurück. Die Gründung des Klosters, das von der Primarabtei Clairvaux besetzt wurde, erfolgte im Jahr 1132. Der Bau des Klosters war gegen 1175 vollendet. Das Kloster blühte im 12. und 13. Jahrhundert und die Zahl der Mönche und Konversen betrug um 1250 430, zu Anfang des 14. Jahrhunderts aber unter fünfzig. Die nahe Grenze zwischen Frankreich und dem Heiligen Römischen Reich brachte vielfältige Beeinträchtigungen mit sich, die dazu führten, dass das Kloster durch eine in der ersten Hälfte des 13. Jahrhunderts errichtete 7 km lange Mauer geschützt wurde. Gegen 1770 wurde unter dem Abt Pierre Ruffin ein neues Abtspalais errichtet, dessen Bibliothek 40.000 Bücher, Manuskripte und Inkunabeln zählte, das aber seit 1917 in Ruinen liegt. In der Französischen Revolution wurde das Kloster verkauft und teilweise abgebrochen, bis eine Spinnerei in den Mönchsflügel einzog. 1914 wurde das Kloster vom deutschen Generalstab beschlagnahmt und vor der anglo-kanadischen Offensive 1917 gingen die Gebäude in Flammen auf. Dabei wurde das mittelalterliche Pfortenhaus zerstört. Seit 1970 wird eine Restaurierung durchgeführt.

## Bauten und Anlage

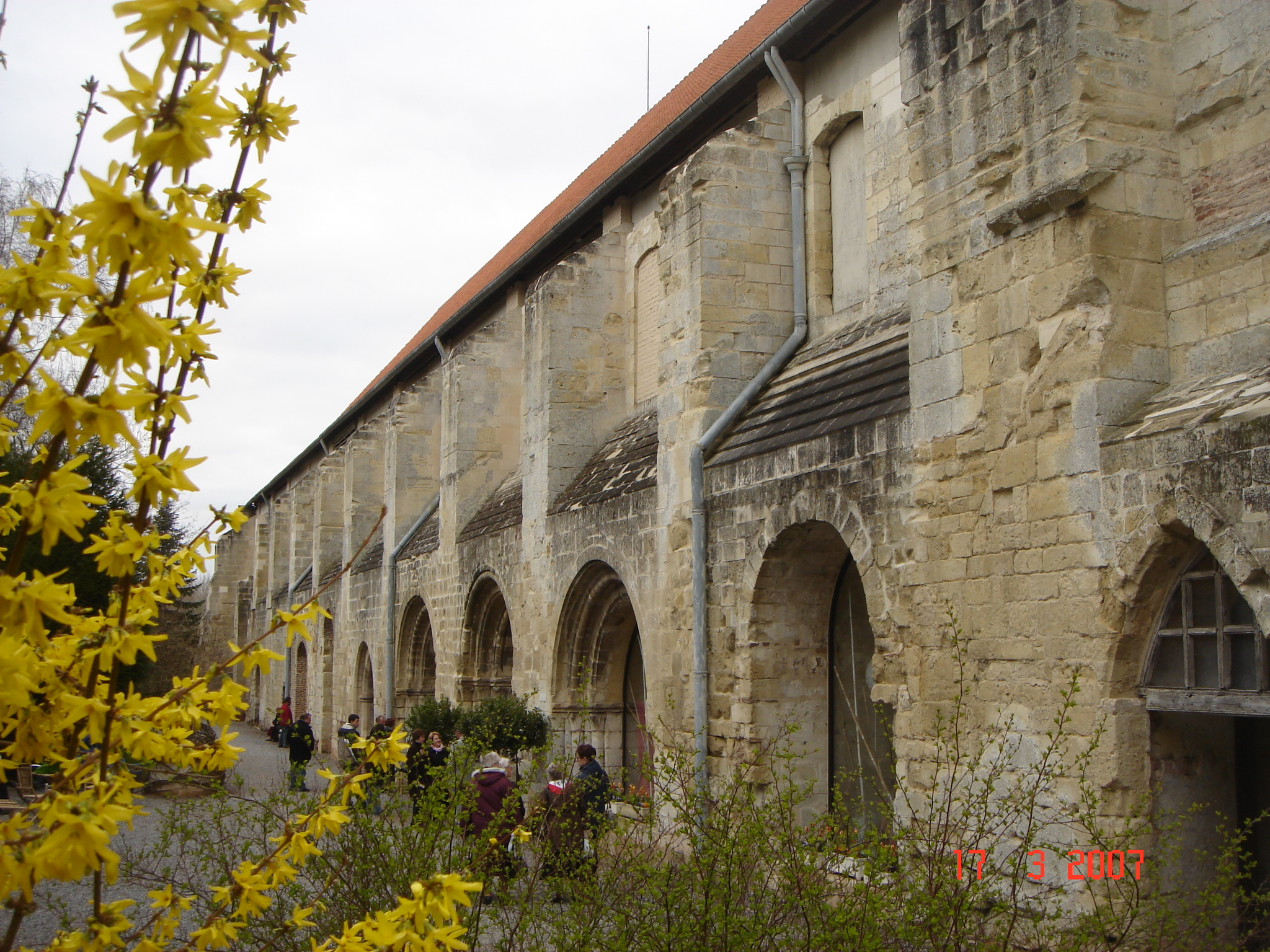
Teilansicht von Vaucelles

Die 1988 ergrabene, 1235 geweihte Kirche war 137 m lang, im Querhaus 60 m breit und damit die größte Kirche des Zisterzienserordens. Von den Konventsgebäuden hat sich der Mönchsflügel mit dem Kapitelsaal, dem größten des Zisterzienserordens, und dem dreischiffigen Mönchssaal zu sechs Jochen erhalten.